# Валентина Лисица
Валентина Лисица (на украински: Валентина Лисиця; на руски: Валентина Лисица; на английски: Valentina Lisitsa) е украинска и американска класическа пианистка.
Родена е в Киев, Украйна на 11 декември 1973 г. Учи в Музикалното училище за надарени деца „Лисенко“ и в Киевската консерватория, където среща бъдещия си съпруг. Понастоящем живее в Северна Каролина, САЩ. Нейният съпруг Алексей Кузнецов също е пианист и неин партньор на пиано.
Лисица свири в различни зали по света, включително в Карнеги Хол и Ейвъри Фишър Хол в Ню Йорк, САЩ и Музикферайн във Виена, Австрия. По-късно, Лисица е пианист в рецитални изпълнения и акомпанира на цигуларката Хилари Хан. 
Много от тези изпълнения (включително 24 етюда на Фредерик Шопен и „Апасионата“ на Бетовен) са направени достъпни на нейния YouTube канал, често с високо качество.